# المقداحه السفلى (حبيش)

تعديل مصدري - تعديل

المقداحه السفلى هي إحدى قرى عزلة جبل عميقة بمديرية حبيش التابعة لمحافظة إب، بلغ تعداد سكانها 291 نسمة حسب تعداد اليمن لعام 2004.